# Karel Toman (1889)
Karel Toman (17. prosince 1889 Prostějov - ?), byl český malíř a grafik.

## Život
Narodil se v Držovské (nynější Olomoucké) ulici č. 19 v Prostějově obchodníku s moukou Florianu Tomanovi a Marii rozené Šindlerové. Krátce po narození se rodina přestěhovala do Příboru, kde Karel začal chodil do obecné školy. Od mládí chlapec vynikal v kreslení a rýsování. Rodina se však záhy vrátila do Prostějova, kde absolvoval měšťanskou školu a v dalším studiu pokračoval na místní odborné tkalcovské škole. Zde také získal první malířské zasvěcení od profesora Eduarda Christiána
Kolem roku 1906 pobýval v Praze, kde vstoupil do kláštera Milosrdných bratří a v jeho službách pobýval ve Valticích a Lednici. V roce 1913 z řádu vystoupil a následně pobýval krátce v Užhorodě, kde byl členem tamějšího Spolku výtvarných umělců a vytvořil zde i mnoho děl, která patří k jeho rané tvorbě.
Během 1. světové války působil ve vojenské nemocnici ve Valašském Meziříčí, kde se stýkal s malířem Augustinem Mervartem, který jej zasvětil do řady malířských technik. Dva roky prožil v Gorici, kde se vyučil grafice a rovněž tam intenzívně tvořil a vystavoval. V poválečných letech navštívil Alpy, horu Triglav a italskou obec Montesanto, rovněž navštěvoval výstavy v Praze, ve Vídni, Krakově a Varšavě.
Karel Toman prožil třicet let v Prostějově, ale o jeho životě toho není mnoho známo a to ani jeho datum úmrtí.
Ve svém životě se zejména věnoval malbě krajin, kostelů a pohledů na nejrůznější moravská města, rovněž přispíval ilustracemi do různých časopisů a rovněž byl autorem rozličných plakátů a několika odznaků. Věnoval se rovněž grafice, vytvořil řadu dřevorytů, linorytů, suchých jehel, kolorovaných leptů, ex librisa navrhl také obal pro spisy hanáckého prozaika Karla Křena. V jeho tvorbě najdeme krom jiných i prostějovské náměty, například pohled na kostel sv. Jana Nepomuckého, několik akvarelů z prostějovského židovského města, lept „Prostějovská ulička“ a zajímavé jsou i jeho perokresby Čechůvek, kapličky sv. Otýlie a zvoničky na návsi..